# 3416 Dorrit
A 3416 Dorrit (ideiglenes jelöléssel 1931 VP) egy marsközeli kisbolygó. Karl Wilhelm Reinmuth fedezte fel 1931. november 8-án.